# Fermín Chimatani Tayori
Fermín Chimatani Tayori (Comunidad de Harakbut,Madre de Dios) es un líder indígena peruano de la etnia Harákmbut, defensor de las áreas reservadas comunales dentro de la cuenca amazónica peruana. Es presidente de la Asociación Nacional de Ejecutores de Contrato de Administración de las Reservas Comunales del Perú (ANECAP). 

## Biografía
Fermín Chimatani nació en la comunidad indígena de Harákmbut, en Puerto Luz, Madre de Dios. Desde joven acompañó a su familia en las gestiones de creación de las reservas naturales en su región.
A raíz de las reformas promovidas por Juan Velasco Alvarado, en cuyo gobierno se crearon varias áreas naturales protegidas que, con el transcurrir del tiempo, se fueron fraccionando y aislando en favor de operaciones extractivas que devastaban extensas áreas de territorios naturales; las comunidades indígenas de la selva peruana se unieron con la finalidad de conformar, bajo el sistema de áreas naturales protegidas, una figura de protección de espacios naturales cuya administración recaería en las comunidades indígenas que vivían dentro de ellas bajo la figura de una Reserva Comunal. De esta forma, Fermín Chimatani, participó en las comisiones encargadas ante los gobiernos locales, regionales y nacionales, la tramitación de dichas reservas de carácter comunal. Según cuenta, la iniciativa encontró resistencia por parte de la población no indígena dedicada a la industria maderera y minera con anuencia de las autoridades locales.
A inicios de la década del 2000, tras una serie de protestas de la etnia Harákmbut en Puerto Maldonado, se logró crear la Reserva comunal Amarakaeri que, pronto, se encontró en disputa con la empresa Hunt Oil, concesionaria del lote petrolífero N°. 76. A raíz de ello, Chimatani fue elegido delegado y presidente de la reserva Amarakaeri para liderar las negociaciones en pro de la comunidad y del área reservada frente a la empresa y el Ministerio de Energía y Minas. Años después, dicho modelo de reserva comunitaria fue premiado e incluido en la Lista Verde de la Unión Internacional para la Conservación de la Naturaleza.
En 2019, junto a especialistas conservacionistas del SERNANP, presentó un modelo de gestión de reservas comunales, con el fin de implementarlas en otras áreas protegidas y expandir el caso de éxito de su comunidad, que incorpora modelos de cogestión comunal con el estado y la empresa privada para «conservar, cuidar y usar de manera sostenible los recursos dentro de las reservas comunales, así como en sus paisajes asociados».
A raíz de su intenso trabajo en pro de las comunidades indígenas y la conservación natural, en 2021 pasó a formar parte del Consejo Directivo del Servicio Nacional de Áreas Naturales Protegidas por el Estado (Sernanp), siendo el primer líder indígena amazónico en formar parte de dicho consejo.